# Atmosphères
Atmosphères ist ein Orchesterwerk von György Ligeti. Es entstand von Februar bis Juli 1961 und wurde am 22. Oktober 1961 bei den Donaueschinger Musiktagen uraufgeführt. Das Werk, das dem Andenken an Mátyás Seiber (1905–1960) gewidmet ist, gilt als Schlüsselwerk der Neuen Musik und wurde vor allem durch die Verwendung in Stanley Kubricks Film 2001: Odyssee im Weltraum berühmt. Die Gesamtdauer beträgt ungefähr neun Minuten.

## Musik
Besetzung: 4 Flöten (alle auch Piccolo), 4 Oboen, 4 Klarinetten (auch kleine Klarinette in Es), 3 Fagotte, Kontrafagott – 6 Hörner, 4 Trompeten, 4 Posaunen, Tuba – Klavier (im Saitenraum gespielt von 2 Schlagzeugern) – Streicher (1. Violine = 14 Stimmen, 2. Violine = 14 Stimmen, Viola = 10 Stimmen, Violoncello = 10 Stimmen, Kontrabässe = 8 Stimmen)
Atmosphères ist – nach Apparitions aus dem Jahre 1959 – György Ligetis zweites Orchesterwerk, das er nach seiner Emigration aus Ungarn komponierte. Der erste Entwurf entstand noch in Ungarn und trug den Titel Víziók [Visionen], wohl wissend, dass ein solches Werk damals keine Chance auf eine Aufführung in seinem Heimatland hatte. Charakteristisch für das Werk ist die ausdifferenzierte, mikropolyphone Anlage. Dabei verschmelzen die 87 Instrumentalstimmen zu einem großen, nicht mehr trennbaren Gesamtklang, der quasi oszilliert und sich ständig wandelt. Der 4/4-Takt ist als Pulsgeber für das Stück nicht ausschlaggebend, sondern dient allein der Synchronisation der Einzelstimmen sowie der zeitlichen Gliederung. Ligeti strebte mit Atmosphères die Abkehr von einer strukturell gedachten Kompositionsweise an. So heißt es im Programmheft der Uraufführung:

„In Atmosphères versuchte ich, das strukturelle kompositorische Denken, das das motivisch-thematisch ablöste, zu überwinden und dadurch eine neue Formvorstellung zu verwirklichen. In dieser musikalischen Form gibt es keine Ereignisse, sondern nur Zustände; keine Konturen und Gestalten, sondern nur den unbevölkerten, imaginären musikalischen Raum; und die Klangfarben, die eigentlichen Träger der Form, werden – von den musikalischen Gestalten gelöst – zu Eigenwerten.“

Immer wieder folgen an- und abschwellende, lang ausgehaltene, sich teils wandelnde Riesencluster direkt aufeinander, die damit Assoziationen an eine Weltraumszenerie hervorrufen. Bald schraubt sich ein Cluster in immer höhere Lagen, bis er von einem tiefen Kontrabasstosen urplötzlich abgelöst wird. Wieder mischen sich helle Nuancen in den Gesamtklang ein, der sich schließlich vom tiefen Brummen befreit, dann immer wieder wehenartig stockt, bald schwirrender wird, bis Bläser die Oberhand gewinnen und ein tutend-berstendes Klangbild bieten. Das Geschehen beruhigt sich, gegen Ende des Stücks führen die Instrumente nur noch leichte, beinahe schon melodiöse Schwingungen aus. Nach einem letzten kleinen Anschwellen verschwindet der Klang gleichsam im Nichts.
Der Komponist nannte in einem Interview drei Vorbilder für das Werk: die Vorspiele zu Richard Wagners Oper Das Rheingold und zu Béla Bartóks Ballett Der holzgeschnitzte Prinz sowie Arnold Schönbergs Farben aus den Fünf Orchesterstücken op. 16, ein Werk, das er vor 1956 nicht kannte.
Atmosphères stellt auch eine erste Beschäftigung Ligetis mit ostasiatischer Musik dar. Er radikalisiert in ihm statische Wirkungen, wie sie in außereuropäischen Musikkulturen durch die Gleichförmigkeit des zeitlichen Ablaufs durch strenge Metrisierung, diverse Rhythmik und vor allem extrem langsame Tempi erzeugt werden.

## Semantisch-assoziative Aspekte
In einem Kommentar zu den Atmosphères unter der Überschrift „Strukturen im Strukturlosen“ meint Harald Kaufmann, es sei „bei einem so prononciert auf den Materialaspekt hin komponierten Stück überraschend“, dass in der musikalischen Struktur eine unterschwellige Bedeutungsebene „angetönt“ werde. Ligeti habe die Partitur dem Andenken Mátyás Seibers gewidmet und „tatsächlich […] während der Komposition an die Darstellung einer Totenmesse innerhalb der Materialsphäre gedacht.“ Ligeti wolle das so aufgefasst wissen, dass „gleichsam im Keller, ganz in der Ferne, im Unterschwelligen, ein Requiem vor sich geht.“  Die „stoffliche Textur“ sei so gestaltet, dass sie Assoziationen zulasse, „die mit den Assoziationen nach der alten Requiemsequenz Berührungspunkte haben.“
In der Tat war eines der nächstfolgenden Werke Ligetis sein Requiem, komponiert in den Jahren 1963 bis 1965.
Eine in semantischer Hinsicht bedeutende Schlüsselstelle ist das bereits oben erwähnte, ungefähr in der Mitte des Stücks erfolgende Abkippen aus den höchsten Höhen der Violinen und Piccoloflöten in die Tiefe der Kontrabässe. „Ligeti gibt zu, hier an einen Sturz in tartaro gedacht zu haben.“  Ein anschließender 56-stimmiger Kanon mündet über eine schrittweise Verengung des Frequenzbandes in einer Art „Trichter“. „Dies ist der Augenblick, an den Beginn eines Dies irae zu denken. Nach Durchschreiten der engen Pforte, nach einer kurzen, scheinbaren Ruhepause, erklingt die Tuba mirum spargens sonum, die Posaune, die einen wundersamen Klang erklingen lässt. Diese Assoziation entsteht aus der Zusammenballung aller Blechbläser. Besonders düster und unheilvoll […] ist die Klangmischung von vier Trompeten in tiefster Lage. […] Bald darauf […] verdünnt sich in der Textur der chromatische Cluster zum diatonischen Cluster. Es ist dies der Materialaspekt des Versöhnlichen nach dem Schrecken: Agnus Dei, dona eis requiem.“

## Rezeption
Die Premiere, bei der das Sinfonieorchester des Südwestfunks unter der Leitung von Hans Rosbaud spielte, führte beim Publikum zu so großem Anklang, dass eine sofortige Wiederholung gefordert wurde. Als besonders sensationell galt Ligetis Ansatz deshalb, weil die Orchesterwerke Apparitions (1959) und Atmosphères durch die beabsichtigte Strukturlosigkeit mit der Überstruktur der seriellen Musik brachen.
Zu größerer Popularität führte die Verwendung der Atmosphères in Stanley Kubricks Science-Fiction-Film 2001: Odyssee im Weltraum. Obwohl Ligeti den Einsatz seiner Musik an ihrer konkreten Stelle und auch den Film an sich sehr schätzte, missfiel ihm die Tatsache, vorher weder gefragt noch bezahlt worden zu sein. Erst nach einigen rechtlichen Schritten kam es zu einer Zahlung an Ligeti. Im Gespräch mit dem WELT-Redakteur Sven Ahnert äußerte Ligeti, er hätte während der Kompositionsarbeiten nicht an „kosmische Dinge“ gedacht. In einem Interview mit Bálint András Varga konkretisierte er zudem, dass Atmosphères den Kontrast von „Atmosphäre“ zu „Luft“ verdeutlichen sollte. Er betrachtete dieses Stück wie auch seine Apparitions nicht als Programmmusik, da er in keinem von beiden das Gefühl des Fliegens habe vertonen wollen. Dennoch habe das Fliegen einen Einfluss in Form einer schwebenden Musik im Sinne einer laufenden Verwandlung musikalischer Formen gehabt.